# آژوسکو
آژوسکو (به اسپانیایی: Ajusco) یک کوه و گنبد گدازه در مکزیک است. آژوسکو ۳٬۹۳۰ متر بالاتر از سطح دریا واقع شده‌است.